# Secretaria General del Senat d'Espanya
La Secretaria General del Senat d'Espanya és l'administració parlamentària del Senat d'Espanya. Està formada per funcionaris parlamentaris, personal laboral contractat per a funcions no atribuïdes estatutàriament als Cossos de funcionaris (servei mèdic i d'informàtica, entre altres) i personal que prové de l'Administració de l'Estat (seguretat, correus i telègrafs).
S'estructura seguint els principis constitucionals d'eficàcia, jerarquia, descentralització, desconcentració i coordinació.

## Secretari General
El secretari general o lletrat major dirigeix tots els serveis administratius i també dirigeix l'assistència, suport i assessorament jurídic, tècnic i administratiu dels òrgans del Senat. Està assistit pel Secretari General Adjunt o Lletrat Major Adjunt, que el substitueix quan està absent i exerceix les competències delegades per aquest. Estan adscrits al Secretari General: el Departament d'Assessoria Jurídica, el Departament de Premsa i Informació, el Gabinet del Secretari General i la Dotació de Seguretat.